# Таркан Сербест
Таркан Сербест (нім. Tarkan Serbest, нар. 2 травня 1994, Відень) — австрійський футболіст турецького походження, півзахисник клубу «Аустрія» (Відень) та молодіжної збірної Австрії.

## Клубна кар'єра
Народився 2 травня 1994 року в місті Відень. Розпочав займатись футболом в академії клубу «Донау» (Відень). У 2004 році потрапив до структури «Аустрії» (Відень). З 2011 року виступав за дублюючу команду, в якій провів чотири сезони, взявши участь у 81 матчі чемпіонату.
З 31 березня 2014 року був у заявці першої команди. Його дебют у найвищій австрійській лізі відбувся 18 жовтня 2014 року в грі проти «Альтаха» (1:1), коли він замінив на 80-й хвилині Флоріана Мадера. Станом на 25 лютого 2018 року відіграв за віденську команду 80 матчів в національному чемпіонаті.

## Виступи за збірну
Протягом 2015—2017 років залучався до складу молодіжної збірної Австрії. На молодіжному рівні зіграв у 5 офіційних матчах.